# Incident d'octobre

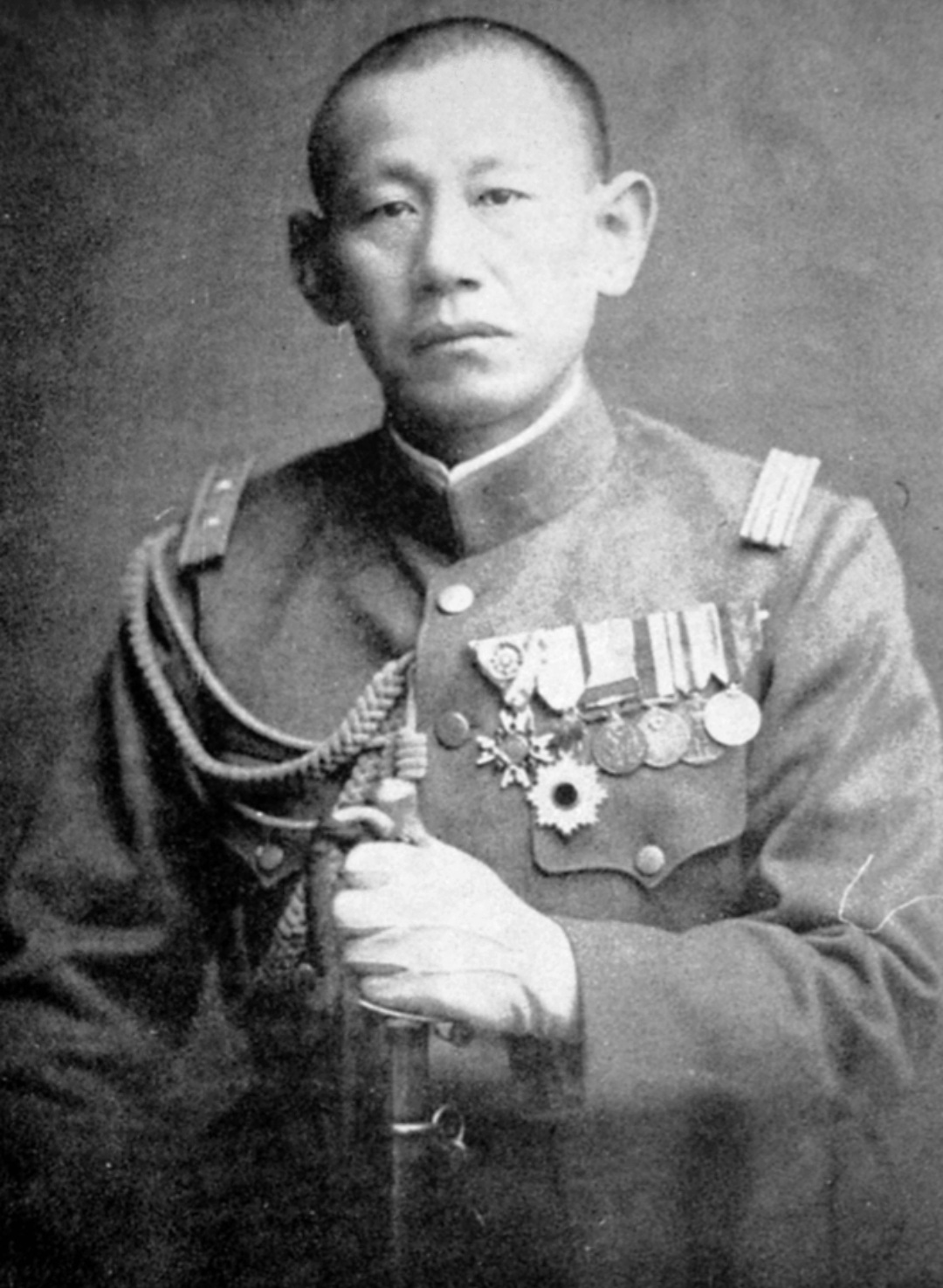
Le lieutenant-colonel Hashimoto au moment de l'incident d'octobre.

L'incident d'octobre (十月事件, Jūgatsu Jiken), aussi appelé l'incident des couleurs impériales (錦旗革命事件, Kinki Kakumei Jiken), est une tentative de coup d'État qui s'est déroulé le 21 octobre 1931 au Japon. Il fut mené par la société des fleurs de cerisier aidée par des groupes civils ultranationalistes.

## Contexte et histoire
Après avoir échoué à remplacer le gouvernement par une dictature militaire socialiste totalitaire lors de l'incident de mars sept mois plus tôt, le lieutenant-colonel de la société des fleurs de cerisier Hashimoto Kingoro et ses partisans civils ultranationalistes, comme Shūmei Ōkawa, étaient résolus à réessayer une nouvelle fois en octobre 1931.
Peu après l'invasion japonaise de la Mandchourie par l'armée du Guandong sans autorisation préalable de l'état-major de l'armée et en dépit des objections continues du gouvernement civil japonais, le capitaine Chō Isamu est retourné secrètement au Japon (sans ordres) pour mener le complot et « empêcher le gouvernement de gaspiller les fruits de notre victoire en Mandchourie ». Il reçut l'appui de 120 membres du Sakurakai, de dix compagnies de gardes impériaux et de dix bombardiers de la Marine impériale japonaise.
Les différentes phases du complot étaient les suivantes :
- Des hommes d'état et des fonctionnaires importants tels que le premier ministre Reijirō Wakatsuki, le grand chambellan Saitō Makoto, le prince Kinmochi Saionji, le Lord Gardien du sceau privé du Japon Nobuaki Makino, et le ministre des affaires étrangères Kijūrō Shidehara devaient être éliminés.

- Le Sakurakai devait s'emparer du palais impérial, du siège de la police métropolitaine de Tokyo, et d'autres bâtiments importants du gouvernement.

- Un nouveau cabinet serait formé sous la direction du général Sadao Araki, le chef de la faction de la voie impériale. Le nouveau gouvernement interdirait le système des partis politiques, et consoliderait les gains territoriaux du Japon en Mandchourie.

- L'empereur serait forcé d'accepter cette restauration de Shōwa même si pour cela il fallait utiliser la force[1].

Cependant, des jeunes éléments de la conspiration en sont venus à douter de leurs chefs et ont quitté le complot. De plus, il y eut des fuites qui ont atteint le ministre de Guerre, le général Jirō Minami. Ce-dernier a demandé au général Sadao Araki de calmer les mécontents. Araki a ainsi essayé de raisonner Hashimoto et Chō, mais ils ont refusé d'abandonner leurs objectifs alors Araki les a fait arrêter par la Kenpeitai le 17 octobre 1931.
Les peines infligés aux conspirateurs furent encore plus légères que lors de la précédente tentative, l'incident de mars, car le général Minami a publiquement excusé le complot comme étant un simple excès de patriotisme. Hashimoto a été condamné à une assignation à résidence de 20 jours, Chō à 10 jours, et les autres meneurs ont été simplement transférés.

## Conséquences
L'incident d'octobre, également appelé « incident des couleurs impériales » a ainsi échoué, et a entrainé la dissolution du Sakurakai. Cependant, la légèreté des punitions a encouragé les militaires à s'immiscer de plus en plus dans le gouvernement, cumulant avec l'incident du 26-Février en 1936.

## Source de la traduction
- (en) Cet article est partiellement ou en totalité issu de l’article de Wikipédia en anglais intitulé « October Incident » (voir la liste des auteurs).